# Émile Mylo
Eugène Émile Ferdinand Ducrot, connu sous le nom de scène Émile Mylo, né le 6 mai 1889 dans le 3e arrondissement de Lyon et mort le 29 mai 1952 dans le 10e arrondissement de Paris, est un acteur français.

## Biographie
Émile Mylo a tourné de nombreux films avec le réalisateur Georges Denola.
Mort à l'âge de 63 ans à l'hôpital Lariboisière, il est inhumé au cimetière parisien de Pantin dans la 97e division.

## Filmographie partielle
- 1910 : La Chatte métamorphosée en femme de  Michel Carré
- 1910 : La Faute du notaire de Georges Denola
- 1910 : Acte de probité (réalisateur non identifié)
- 1910 : Le Système du docteur Tranchelard de Georges Monca
- 1910 : Le Jupon de la voisine ou Le Monsieur au pourboire de Georges Monca
- 1910 : Mannequin par amour de Georges Monca
- 1910 : Le Clown et le Pacha neurasthénique (ou Le Pacha neurasthénique) de Georges Monca
- 1910 : La Victime de Sophie (ou ou Victime de l'amour) d'Albert Capellani
- 1910 : Le Violon de grand-père de Michel Carré
- 1911 : La Fête de Marguerite de Georges Denola
- 1911 : Deux Filles d'Espagne (ou Deux jeunes filles se ressemblent) d'Albert Capellani : Matéo, le fiancé de Mercédès
- 1911 : La Femme du saltimbanque de Georges Denola
- 1911 : Les Aventures de Cyrano de Bergerac d'Albert Capellani
- 1911 : La Nourrice sèche (Rigadin nourrice sèche) de Georges Monca
- 1911 : Une heure d'oubli (La Pigeonne) de Georges Denola
- 1911 : Les Fiancés de Colombine de Georges Denola
- 1911 : L'Épouvante (ou Le Coucher d'une étoile) d'Albert Capellani
- 1911 : La Danseuse de Siva d'Albert Capellani
- 1911 : L'Art de payer ses dettes de Georges Monca
- 1911 : La Ruse de Miss Plumcake (À qui l'héritière ?) de Georges Denola
- 1911 : Promenade d'amour de Georges Denola
- 1911 : L'Épouvante d'Albert Capellani : Le cambrioleur
- 1911 : Jacintha la Cabaretière (ou Les Émotions de Jacintha) d'Albert Capellani
- 1911 : Le Mémorial de Sainte-Hélène (ou La Captivité de Napoléon) de Michel Carré
- 1911 : Par respect de l'enfant (ou Le Sacrifice) d'Albert Capellani
- 1911 : Vingt Marches de trop de Georges Monca
- 1911 : La Lettre inachevée (Fatale rencontre) de Georges Denola
- 1911 : Moderne Galathée de Georges Denola
- 1911 : Pour parier aux courses (ou Un heureux tuyau) de Georges Monca
- 1911 : Un glorieux sauvetage de Georges Monca
- 1911 : L'Agence Alice ou la Sécurité des ménages de Georges Monca
- 1912 : Rigadin poète de Georges Monca
- 1912 : La Fille des chiffonniers de Georges Monca : Bamboche
- 1912 : La Poupée tyrolienne (ou Le Fabricant d'automates) de Georges Denola
- 1912 : La Porteuse de pain de Georges Denola
- 1912 : Pianiste par amour de Georges Denola
- 1912 : La Dernière Aventure du prince Curaçao de Georges Denola
- 1912 : Bal costumé de Georges Monca
- 1912 : Le Chevalier de Maison-Rouge d'Albert Capellani : L'homme aux provisions
- 1912 : Le Cœur des pauvres de Georges Denola
- 1912 : Le Coup de foudre de Georges Monca
- 1912 : L'Auberge du tohu-bohu de Georges Denola
- 1912 : Bal costumé de Georges Monca
- 1912 : L'Histoire de Minna Claessens d'Alfred Machin :  le jeune sculpteur Moël Stoenens
- 1913 : Les Misérables d'Albert Capellani  : Thénardier[3]
- 1913 : L'Enfant de la folle de Georges Denola
- 1913 : Le Fils à papa de Georges Monca
- 1913 : Joséphine vendue par ses sœurs de Georges Denola : Montosol
- 1914 : Marie-Jeanne ou la Femme du peuple de Georges Denola
- 1914 : La Jeunesse de Rocambole (Rocambole) de Georges Denola
- 1914 : Les Exploits de Rocambole (Le Nouveau Rocambole) de Georges Denola
- 1914 : Rocambole et l'Héritage du marquis de Morfontaine de Georges Denola
- 1916 : Le Coffre-fort de Georges Denola : Alexandre Vérane
- 1916 : La Joueuse d'orgue de Georges Denola
- 1917 : Son fils de Georges Denola
- 1918 : Les Grands de Georges Denola
- 1919 : La Belgique martyre de Charles Tutelier : Pierre Segers
- 1921 : la Terre d'André Antoine : Hyacinthe dit Jésus-Christ
- 1921 : La Pocharde d'Henri Étiévant
- 1922 : La Fille sauvage de Henri Étiévant : Jérémit
- 1928 : Jalma la double de Roger Goupillières
- 1935 : Jérôme Perreau, héros des barricades d'Abel Gance : Guitaut
- 1945 : Tant que je vivrai de Jacques de Baroncelli
- 1945 : Son dernier rôle de Jean Gourguet
- 1948 : Cité de l'espérance de Jean Stelli
- 1948 : L’Armoire volante de Carlo Rim
- 1948 : Cartouche, roi de Paris de Guillaume Radot
- 1951 : Le Dindon de Claude Barma : M. Grossback
- 1951 : La Maison dans la dune de Georges Lampin
- 1951 : Drôle de noce de Léo Joannon
- 1951 : Minuit quai de Bercy de Christian Stengel : Un automobiliste
- 1953 : Tambour battant de Georges Combret
- 1956 : Ariane  (Love in the Afternoon) de Billy Wilder

## Distinctions
- Croix de guerre 1914–1918, étoile de bronze